# Louis-Marie Billé
Louis-Marie Billé (18 de febrero de 1938 - 12 de marzo de 2002) fue un clérigo francés, arzobispo de Lyon desde el 6 de septiembre de 1998 y cardenal hasta su muerte en el cargo.

## Biografía
Louis Marie Billé estudió y Filosofía y Teología en Luçon, Angers (Universidad católica del Oeste), Roma y Jerusalén, especializándose en Teología Bíblica. Su carrera en el clero comenzó el 25 de marzo de 1962 cuando fue ordenado sacerdote para la diócesis de Luçon.
De 1966 a 1972 trabajó como profesor en el seminario de sacerdotes en Luçon, y de 1972 a 1977 realizó la misma tarea en el seminario de La Roche-sur-Yon.

## Episcopado
El Papa Juan Pablo II lo nombró Obispo de Laval el 10 de mayo de 1984, trasladándolo en 1995 a la diócesis de Aix, Arles y Embrun. Se convertiría en Arzobispo de Lyon el 10 de julio de 1998. El 21 de febrero de 2001 fue nombrado al Colegio Cardenalicio con el título de Cardenal Presbítero de San Pietro en Vincoli. Más tarde, en el mismo año, le fue transferido el título de Santissima Trinità al Monte Pincio.
El cardenal Billé murió en Burdeos el 12 de marzo de 2002 después de una grave enfermedad y fue sepultado en la catedral de Lyon. Fue sucedido como arzobispo de Lyon por el obispo Philippe Barbarin.